# 柳毅傳
《柳毅傳》又稱《洞庭灵姻传》、《洞庭情記》、《洞庭記》，是中唐時期由李朝威所著的唐傳奇。

## 故事梗概
唐高宗儀鳳年間，湖北人柳毅在前往長安應試，落第。回湖南路过陕西泾水北岸，遇到一女子在冰天雪地中牧羊。多次打聽之下，才知道此女乃是洞庭湖的龍宮三公主，遠嫁給涇水龍王十太子。可惜小龍王生性風流，三公主還受到夫家的百般虐待。柳毅義憤填膺，答應放棄科舉的機會返回家鄉送信。
柳毅為三公主送信往龍宮，但洞庭君想息事寧人，不願相救，反觀洞庭君之弟錢塘君對此事則大表氣憤，並帶同水軍前往殺涇水十太子。三公主回宮後，為柳毅奉酒答謝。錢塘君見二人眉目傳情，欲撮合二人。但柳毅認為自己是殺死涇水十太子的幫兇，不能殺了太子又奪取其妻，為此拒絕了婚事。
柳毅回到地面之後，先後娶张氏，张氏亡，再娶韩氏，韓氏又亡，又想念三公主，經常望湖興嘆；而三公主亦對柳毅日夜掛念，乃化身为范陽盧氏之女，追至柳毅家。柳毅经媒妁之言，娶了這位盧氏。一年多後，生下一子，盧氏便自白自己為龍女所變，以報柳毅相救之恩德，並把柳毅接到龍宮，使柳毅成仙。